# Închisoarea îngerilor
Închisoarea îngerilor (titlul original The Shawshank Redemption) este un film american din anul 1994, scris și regizat de Frank Darabont. Filmul este o ecranizare după nuvela lui Stephen King, Rita Hayworth and Shawshank Redemption, publicată inițial în colecția Anotimpuri diferite din 1982. Actorii principali sunt Tim Robbins în rolul lui Andy Dufresne și Morgan Freeman ca Ellis Boyd "Red" Redding. La imdb.com filmul are cotația de 9.2/10 iar în Top 250: #1. 
Închisoarea îngerilor este povestea vieții lui Andy Dufresne aflat în închisoare după ce este condamnat pe nedrept pentru uciderea soției sale și amantului acesteia.

## Intriga
Evenimentele din Închisoarea îngerilor sunt povestite de Ellis Boyd "Red" Redding (Morgan Freeman), începând din anul 1946 până în 1967.
În anul 1946, Andy Dufresne (Tim Robbins), un bancher de succes dar foarte rezervat este condamnat pe nedrept pentru uciderea soției și amantului acestei. El primește două sentințe pe viața în închisoarea Shawshank din statul american Maine. Aceasta era recunoscută pentru tratamentele foarte severe din partea gardienilor. În prima noapte de detenție, tratamentul barbar al șefului închisorii, Căpitanul Byron Hadley (Clancy Brown) are ca rezultat moartea unui nou deținut.
După aproape o lună, Andy se împrietenește cu Red și cercul său de prieteni. Red este un om înțelept în interiorul închisorii, și este cunoscut de toți ceilalți condamnați ca "omul care știe cum să facă rost de anumite lucruri" pentru ei—adică contrabandă -- pentru profit. Prietenia care se leagă între Andy și Red, începe după ce Andy îi cere lui Red ca în schimbul unui comision să îi facă rost de un piolet cu scopul de a își menține hobby-ul de colecționar de roci, pe care apoi le modeleazǎ sub forma unor piese de șah. Mai târziu îi cere lui Red un poster cu Rita Hayworth pentru peretele din celula sa, înlocuindu-l de-a lungul anilor, cu cele ale lui Marilyn Monroe și Raquel Welch.
În timpul unei zile de muncǎ pe acoperișul închisorii, Andy îl aude pe căpitanul gărzii Byron Hadley (Clancy Brown) plângându-se de plățile impozitelor pentru o viitoare succesiune. Andy își asumă riscul de a fi pedepsit, prin a-i explica lui Hadley cum să evite plata taxelor din punct de vedere legal; Hadley acceptă sfatul lui Andy și îi recompensează pe prietenii săi, cu un scurt răgaz și câte două beri. Consultanța financiară a lui Andy este solicitată în curând de către ,majoritatea polițiștilor de la Shawshank și de la alte închisori din apropiere. Lui Andy îi este dat chiar și un spațiu pentru a putea lucra la problemele lor financiare, sub pretextul de a administra biblioteca închisorii alături de un deținut în vârstă, Brooks Hatlen (James Whitmore). Andy este capabil sǎ ajute la extinderea bibliotecii prin trimiterea a mai multor cereri cǎtre guvern, acestea materializându-se după o perioadă de timp sub formǎ de donații de bani și de cǎrți.

## Distribuția
- Tim Robbins: Andy Dufresne
- Morgan Freeman: Ellis Boyd "Red" Redding
- Bob Gunton: Warden Samuel Norton
- William Sadler: Heywood
- Clancy Brown: Captain Byron Hadley
- Gil Bellows: Tommy Williams
- Mark Rolston: Bogs Diamond
- James Whitmore: Brooks Hatlen
- Jeffrey DeMunn: District Attorney (1946)
- Bill Bolender: Elmo Blatch
- Dion Anderson: Head Bull Haig

## Producție
Frank Darabont a cumpărat drepturile de ecranizare în 1987 de la Stephen King, după ce acesta a fost impresionat de ecranizarea nuvelei sale, "Femeia din cameră" într-un film de scurt-metraj în 1983. Mai târziu Darabont regizează filmul The Green Mile, care este o adaptare după o altă lucrare a lui Stephen King.
Închisoarea îngerilor a fost filmat în împrejurimile orașului Mansfield, situat în centrul statului american Ohio.